# Biserica de lemn din Opătești

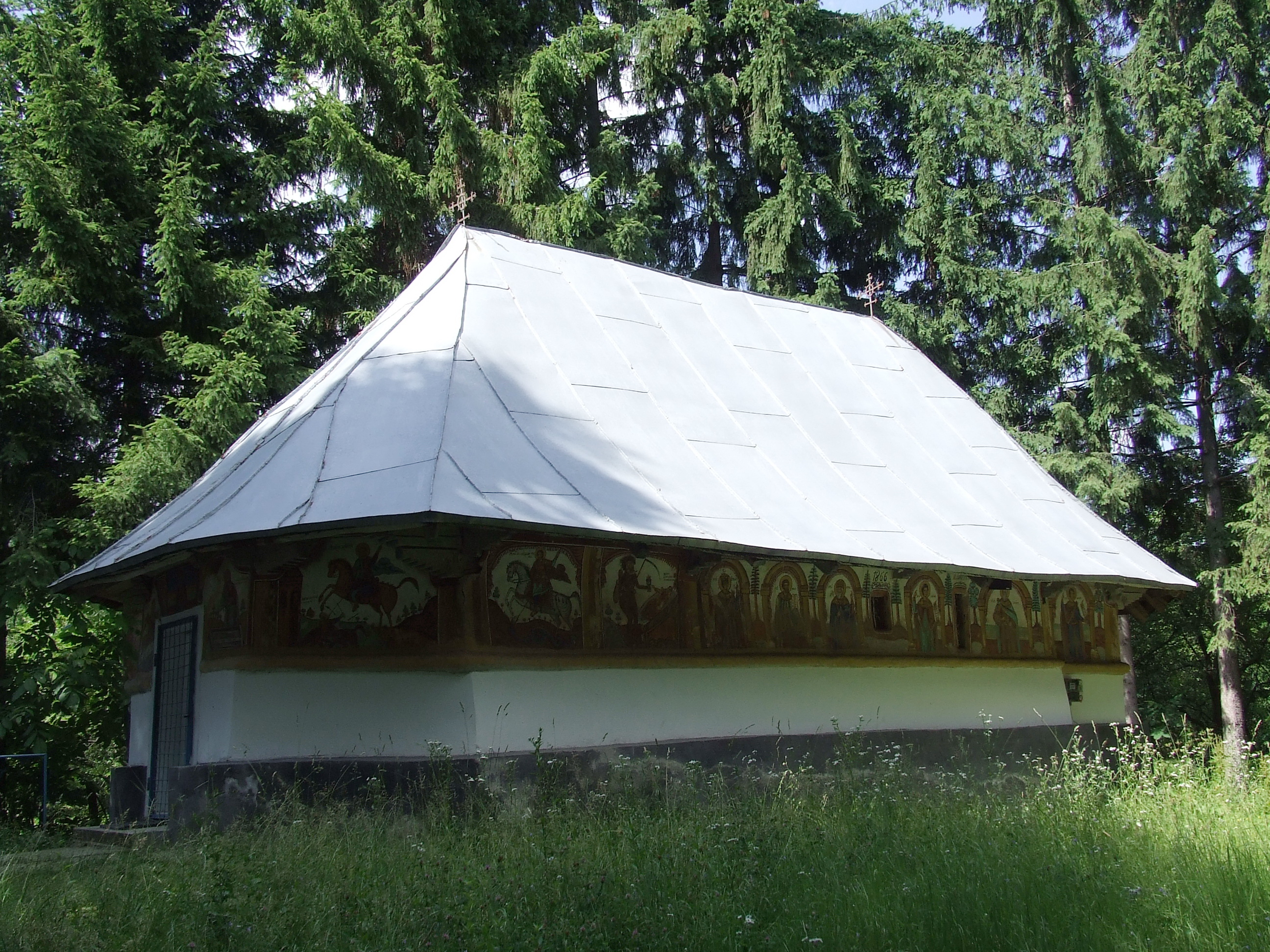
Biserica de lemn din Opăteşti, foto: 2009

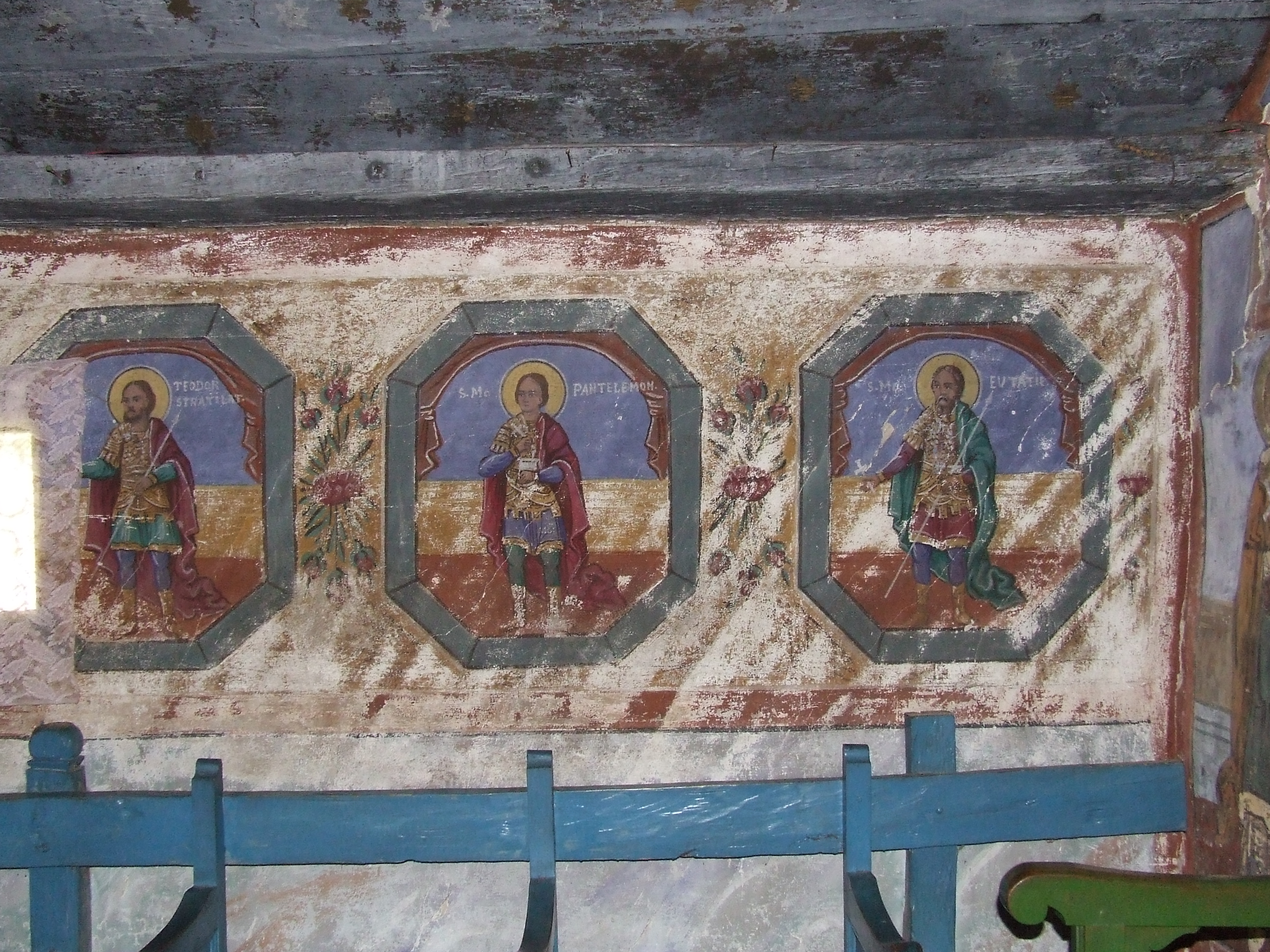
Pictură în naosul bisericii. Foto: 2009

Biserica de lemn din Opătești, construită în 1767, este clasată ca monument istoric, cu codul  VL-II-m-B-09855.